# حوزه انتخابیه دوازدهم کارولینای شمالی
حوزه انتخابیه دوازدهم کارولینای شمالی یک حوزه انتخابیه مجلس نمایندگان آمریکا است که در ایالت کارولینای شمالی قرار دارد.

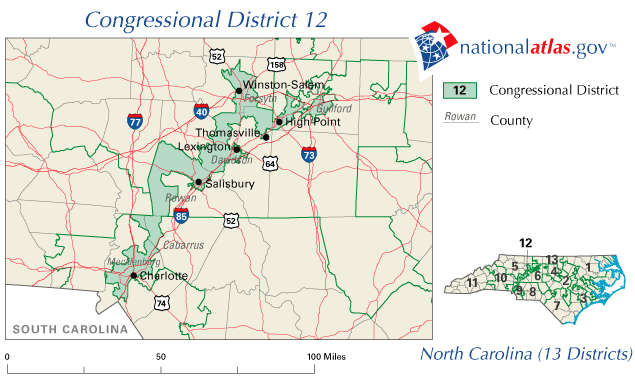
ناحیه مربوط به کنگره دوازدهم کارولینا شمالی ۲۰۰۷ تا ۲۰۱۳